# Krásno (Slovacchia)
Krásno (in ungherese Ószéplak) è un comune della Slovacchia facente parte del distretto di Partizánske, nella regione di Trenčín.